# Казе Бјанке (Падова)
Казе Бјанке је насеље у Италији у округу Падова, региону Венето.
Према процени из 2011. у насељу је живело 115 становника. Насеље се налази на надморској висини од 37 м.